# Acuamanala de Miguel Hidalgo
Acuamanala de Miguel Hidalgo est l'une des 60 municipalités de l'état de Tlaxcala, au Mexique et est située sur les pentes du volcan Malinche au sud de l'état.